# Magaluf (sång)

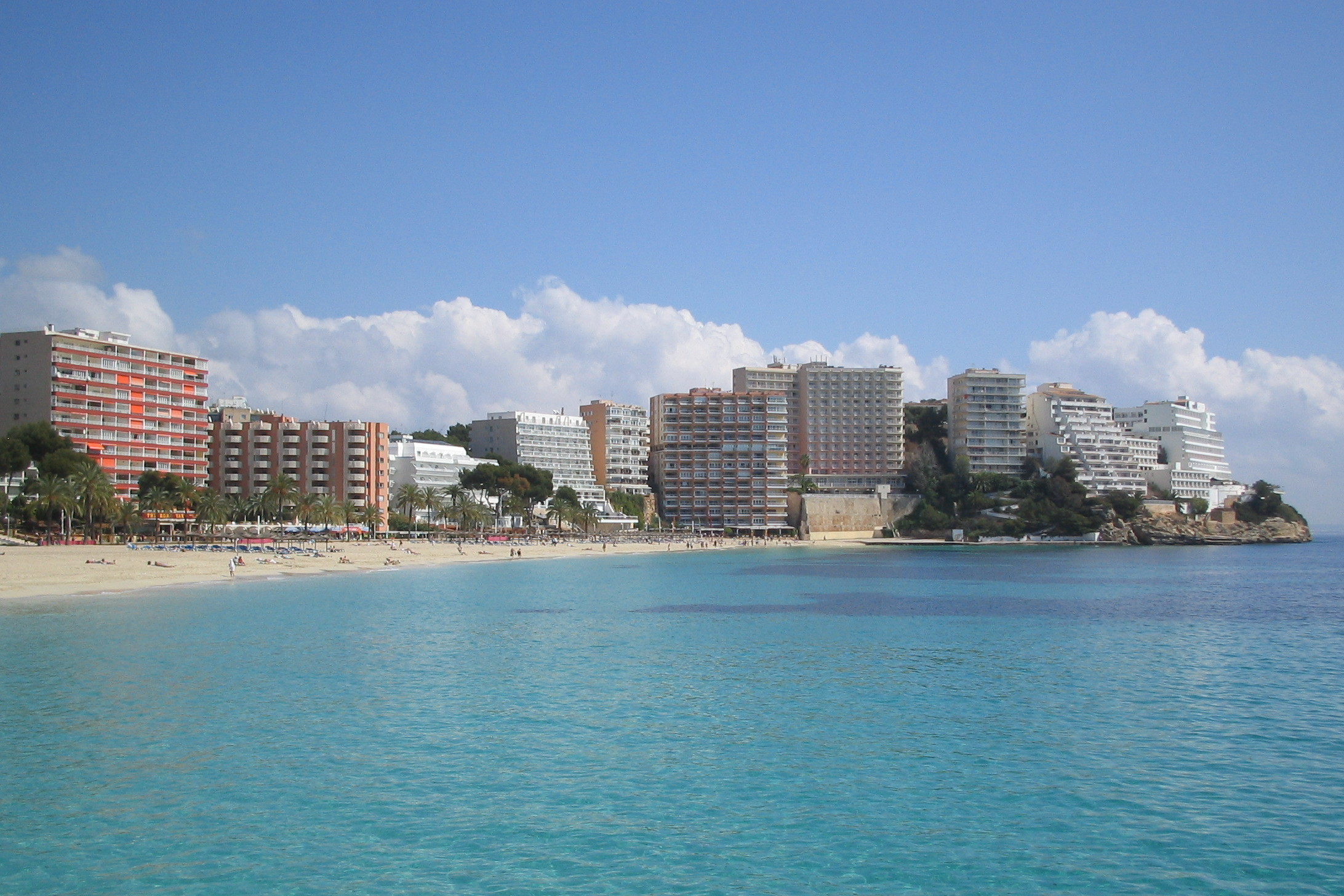
Magalufstranden.

Magaluf är en sång skriven och komponerad av Orup samt inspelad av Orup själv på albumet Stockholm & andra ställen från 1992 och utgiven på singel i maj samma år, med "Där ingen man vart förut" som B-sida. Den utgavs även på CD-singel. och maxisingel.
Den låg även på Svensktoppen i sju veckor under perioden 3 maj–14 juni 1992 samt på Trackslistan i tre veckor under perioden 16–30 maj 1992 med nionde respektive sjätte plats som högsta placeringar på respektive lista.
2014 spelades den in av Kajsa Grytt under femte säsongen av Så mycket bättre.

## Listplaceringar
| Lista (1992) | Topplacering |
| ------------ | ------------ |
| Sverige      | 9            |